# Бакринев, Владимир Сергеевич
Владимир Сергеевич Бакринев (Бакринёв) (5 сентября 1966, Курск) — советский и российский футболист, полузащитник.

## Биография
Воспитанник курского футбола. Начал выступать на взрослом уровне в 1983 году в составе курского «Авангарда» во второй лиге. Спустя два сезона перешёл в «Обувщик» (Лида), выступавший в первенстве Белорусской ССР. В ходе сезона 1987 года вернулся в соревнования мастеров, перейдя в могилёвский «Днепр», а в 1988 году снова играл в Курске. Затем несколько лет в соревнованиях мастеров не выступал.
В первом независимом чемпионате Белоруссии сыграл два матча в высшей лиге за «КИМ Витебск». В сезоне 1992/93 сыграл 22 матча и забил три гола в высшей лиге в составе «Обувщика», впервые отличился 10 октября 1992 года с пенальти в матче против «Молодечно» (1:2). По итогам сезона 1992/93 команда из Лиды вылетела из высшего дивизиона, и следующий сезон футболист провёл в первой лиге. В конце карьеры играл на любительском уровне в России.
После окончания спортивной карьеры живёт в Белоруссии. Принимает участие в матчах ветеранов.